# Lulang
Lulang (nepalski: लुलाङ) – gaun wikas samiti w zachodniej części Nepalu w strefie Dhawalagiri w dystrykcie Myagdi. Według nepalskiego spisu powszechnego z 2001 roku liczył on 298 gospodarstw domowych i 1378 mieszkańców (725 kobiet i 653 mężczyzn).